# 海南小姬蛙
海南小姬蛙（学名：Micryletta immaculata），一种分布于中华人民共和国海南岛的两栖动物，隶属于姬蛙科小姬蛙属。模式产地为海南省东方市俄贤岭自然保护区南浪管理站。种加词“immaculata”为拉丁语意为“无斑纹”，因其与同属其它物种最大的区别在于其身体背面和体侧并没有深色斑纹或条纹。

## 鉴别特征
海南小姬蛙为一种中等体型的小姬蛙属物种，雄性吻肛长23.3－24.8毫米，雌性吻肛长27.7－30.1毫米；生活时背铜棕色至红棕色；体背和体侧无深棕色的斑点或条纹；身体两侧带银白色斑纹；成年雄性的喉部呈深褐色；腹面无深色图案；无外蹠突；颞褶明显；趾间具蹼迹，不发达；胫跗关节前伸达鼓膜。